# Жан дьо Лафонтен
Вижте пояснителната страница за други личности с името Лафонтен.
Жан дьо Лафонтèн (на френски: Jean de La Fontaine) е сред най-популярните баснописци в световната литература.

## Биография
Роден е на 8 юли 1621 г. във френския град Шато Тиери в областта Шампан. Следва богословие и право в Париж, но повече се интересува от литература. Литературната му дейност започва късно, на 37 години.
Първите му произведения са „Приказки и новели в стихове“, а първите му басни са събрани в сборника „Басни, избрани и предадени в стихове от Господин Лафонтен“.
Своето истинско призвание Лафонтен намира като баснописец. През периода 1665-1685 г. излизат няколко тома от неговите „Приказки“. Сюжетите в повечето случаи не са оригинални, а заети от други автори. Лафонтен им дава оригинална поетична обработка и идейно-естетически смисъл, в който се оглежда неговата съвременност. Той се придържа към националните традиции и ги изразява лаконично, сатирично, с иронично-шеговита изобличителност. Жан дьо Лафонтен пише истории за животни, в които се казват много истини за хората – за техните недостатъци и честолюбиви желания, за глупавите положения, в които нерядко изпадат. Този похват е типичен за жанра, призван да стигне до поука за нравственост и съответно да води до усъвършенстване човешкия характер - да осветлява пороците и да ги превръща в добродетели. Чрез басните той разкрива порочните нрави на своята съвременност: лицемерието, ласкателството, егоизма, глупостта, страхливостта, гордостта. По тази причина духовенството забранява приказките на Лафонтен да се публикуват във Франция, но за сметка на това те са отпечатани в Холандия. Кралят също не е доволен от него и му казва, че ще върне благосклонността си, ако той промени начина си на писане. Поетът избира баснята с цел за обучаването на престолонаследника. Неговите басни са събрани в дванадесет книги, писани в продължение на повече от двадесет години.
През 1684 г. става член на Френската академия. Известно време Лафонтен се интересува от философия, но през последните години от живота си отново се обръща към религията. Под влияние на свой свещеник дори изгаря своя пиеса. До нас са стигнали романът „Любовта на Психея и Купидон“, комедиите „Евнух“ и „Раготен“, оди, както и безсмъртните му басни, събрани в 12 тома.
По негово изказване той взел стари басни и им придал „новост и веселие“. Действително в басните му са използвани идеи от Езоп и Федър и от френското народно творчество: „Аз уча от делата на всички майстори в поезията свята и като тях стремя се тя да дава винаги храна на мисълта“. На първите си книги той дори слага заглавие „Басните на Езоп − стъкмени стихове от Лафонтен“. Но творбите му не са така наставнически, както у Езоп, и са написани в мерена реч. Те са мъдри приказки, чрез които поетът се противопоставя на онова, което не харесва край себе си.
На 13 април 1695 г., на 73 години, Жан дьо Лафонтен завършва земния си път. Според смъртния акт той е погребан в гробището на Невинните. Когато гробището е ликвидирано, надгробният камък на Лафонтен е преместен в музей на паметниците. През 1817 г. предполагаемите му останки са препогребани в гробището Пер Лашез. Днес, три столетия след неговата смърт, басните му са преведени на много езици и разнасят славата му по целия свят.

## Творчество

### Ранни произведения
Първата публикувана творба на Ла Фонтен е комедията „Евнухът“ (Eunuque, 1654), която е преработка на едноименната творба на Теренций. През 1658 г. Лафонтен подарява на своя покровител Фуке поемата „Адонис“ (Adonis), написана под влиянието на Овидий, Вергилий и вероятно Джамбатиста Марино. Станал за известно време „официален“ поет на Фуке, Лафонтен се заема с описанието на двореца на министъра във Во льо Виконт. Тъй като е необходимо да се опише все още незавършеният архитектурно-парков ансамбъл, Ла Фонтен изгражда поемата си под формата на съновидение (Songe de Vaux). Въпреки това, поради падането на Фуке, работата по книгата е прекъсната. През 1662 г. поетът си позволява да ходатайства за своя патрон в ода, адресирана до краля (l'Ode au Roi), както и в "Елегия към нимфите от Во" (L'elégie aux nymphes de Vaux). С този акт той очевидно си навлича гнева на Жан-Батист Колбер и краля.

### „Приказки“
„Приказките“ започват да се появяват през 1664 г. Първият сборник включва две приказки – „Джоконда“ (Joconde) и „Пребитият и доволен рогоносец“; първата от тях, основана на един от епизодите на поемата на Лудовико Ариосто „Бесният Орландо“, предизвика оживена литературна полемика. Следващите издания на Приказките са публикувани през 1665, 1671 и 1674 г. Лафонтен черпи техните сюжети от Бокачо и сборника „Сто нови новели“. Според Лафонтен най-важната характеристика на жанра е стиловото и сюжетно разнообразие. От всички приказки най-фриволна е „Новите приказки“, които предизвикват множество обвинения в непристойност и веднага са забранени. Интересно е, че едновременно с приказките Ла Фонтен работи върху произведения от благочестив характер, отчасти белязани от влиянието на янсенизма, включително „Поема за пленничеството на Св. Малк“ (Poème de la captivité de saint Malc, 1671).
- Различни версии на една и съща гравюра
- Случаят на съвестта (покрита версия)
- Случаят на съвестта (разголена версия)
- Дяволът от Папефигиер (покрита версия)
- Дяволът от Папефигиер (разголена версия)

Баснописецът Лафонтен е засенчил разказвача, чиито текстове тук са в стихове. Религиозното напрежение от края на управлението на Луи XIV и по-късно благоразумието на 19-ти век засенчват тези разпуснати истории, чието поетично предизвикателство се състои в игра с имплицитното, за да (не) се назове сексуалността, да се „казва, без да се казва“ , в игра на увъртане и провокация, основана на съучастието на читателя.
Ла Фонтен преживява първите си литературни успехи благодарение на тези приказки и разкази в стихове, квалифицирани като разпуснати, негоднически, еротични, пъргави или дори весели. Ла Фонтен е част от стара литературна традиция, но го прави по свой начин, като трансформира груби приказки в по-изтънчени произведения. Така той се грижи да заобикаля, да внушава, да забули своите забележки, за да ги направи по-забавни. При издаването на сборника му с приказки критиката аплодира и успехът е такъв, че произведението трябва да бъде преиздадено два пъти през годината. Ла Фонтен най-накрая е известен със специална репутация: той е описан като отличен разказвач, съчетан със свободен и оригинален дух.
Ла Фонтен извършва тези две дейности едновременно, като стига толкова далеч, че добавя приказки към окончателната колекция от басни от 1693 г.

### Издаване на „Басни“
Значението на Ла Фонтен за историята на литературата се състои в това, че той създава нов жанр, заимствайки външен сюжет от антични автори (предимно Езоп и Федър; освен това Лафонтен черпи от Панчатантра и някои италиански и латински автори от Ренесанса). През 1668 г. се появяват първите шест книги с басни под скромното заглавие „Басните на Езоп, преработени в стихове от г-н дьо Ла Фонтен“ (Fables d'Esope, mises en vers par M. de La Fontaine). Това е първата колекция, включваща известните басни, по-късно подредени от И. А. Крилов: „Врана и лисица“ (по-точно „Гарван и лисица“, Le Corbeau et le Renard) и „Водно конче и мравка“ (по-точно „Скакалецът и мравката“ “, La Cigale et la Fourmi).
Второто издание, което вече включва 11 книги, се появява през 1678 г., а третото, с включването на дванадесетата и последна книга, се появява в края на 1693 г. Първите две книги са по-скоро дидактични по природа; в останалата част Лафонтен става все по-свободен, съчетава дидактиката с предаването на лични чувства.

### Поетика
Художественото значение на басните на Ла Фонтен се улеснява и от красотата на поетичните въведения и отклонения на Ла Фонтен, от неговия образен език, от особеното му изкуство да предава движения и чувства в ритъм и като цяло от удивителното богатство и разнообразие на поетична форма.
Басните на Ла Фонтен са написани в повечето случаи в свободен стих; през XVII век поетичността на този жанр сама по себе си не е приветствана от всички - баснята се възприема предимно като назидание. Той също така усложнява връзката между сюжета и морала.
В. Б. Випер, очертавайки моментите на формиране на класицизма през XVII век и някои тенденции в бъдещото му развитие, се опитва да идентифицира предшествениците на Ла Фонтен и онези идеологически и поетологически характеристики, които ще се развият и изразят във форми, които са съвършени и специфични за неговото творчество: 
- Демокрацията на Шарон (за разлика от аристокрацията на Дю Вера), чието влияние е отразено в първата книга на басните на Ла Фонтен през 1668 г.[3];
- „Галският дух“ („esprit gaulois“), „дарът на изтънчен комплимент, закачлива шега“, ирония и художествен такт на шансони и малки стихотворения от Филип Депорт[4];
- Епикурейската традиция на поезията на Пиер Мотен, която се връща към Клеман Маро и към анакреонтическата поезия на Плеядите, продължава в Contes[5];
- Художественият маниер на сатирата на Матюрен Рение, който засяга лириката на Ла Фонтен. По въпроса за отношението към традицията – първообраза на спора за „древно“ и „ново“ – Лафонтен наследява и Рение, който предпочита „хармонично [негово] решение“, синтез: следвайки принципа на имитацията на древни образци, той също взема предвид националната традиция.[6]

### „Любовта на Психея и Купидон“
Почит към галантната литература става прозаичното произведение на Лафонтен – повестта „Любовта на Психея и Купидон“ (Les amours de Psyché et de Cupidon, 1662), която е преработка на четвъртата и петата книга на романа на Апулей „Златното магаре“. Добре познатият на тогавашния читател Лафонтен очертава сюжета в изящна форма, напомняща оперна постановка. Книгата прави голямо впечатление на руския писател И. Ф. Богданович, който създава поемата си „Скъпа“ (1773) по същия сюжет.

### „Поeма за хиновото дърво“
Лафонтен пробва своитe сили в жанра на природонаучната поема, популярна през Ренесанса и датираща от Лукреций. Неговата „Поема за хиновото дърво“ (Poème du Quinquina, 1682) се чете като своеобразна реклама за ново лекарство (в средата на XVII век те започват да внасят кората в Европа със съдействието на Луи XIV).

### Комедия
През втората половина на 1680-те години Ла Фонтен, в сътрудничество с актьора Шарл Шевиле дьо Шанмеле, написва комедиите „Раготен“ (1684) по сюжет на Скарон, „Флорентиец“ (1685) и „Вълшебният куб“ (1688) по сюжет на Ариосто. Изследователите отбелязват, че Лафонтен се опитва в различни жанрове, по-точно чужди на таланта му, и обясняват това с необходимостта от разнообразие.
Според Жан Батист Дюбо, „... когато Лафонтен реши да композира комедии, те вървяха под непрекъснатото свирене на сергиите; съдбата на неговите опери също е известна на всички“.
Комедията „Вълшебната чаша“ е преведена на руски и този анонимен превод е отпечатан през 1788 г. от Николай Новиков без посочване на авторството.

## Някои известни басни
- Астролог, паднал в кладенец
- Вълкът и Агнето
- Вълк и Куче
- Вълк и Чапла
- Вълк, Коза и Яре
- Вълкът стана овчар
- Гарван и лисица
- Гълъб и мравка
- Два гълъба
- Два плъха, яйце и лисица
- Двата бика и жабата
- Двата папагала, кралят и неговият син
- Две Кози
- Две мулета
- Дилижансът и мухата
- Доячка и кана
- Дъб и тръстика
- Жаба и плъх
- Заек и костенурка
- Зайче, невестулка и котка
- Земеделец и обущар
- Коза и лисица
- Кон и магаре
- Крадци и магаре
- Лебедът и готвачът
- Лисица и Коза
- Лисицата и щъркелът
- Лисица и грозде
- Лъв и комар
- Лъв и мишка
- Кон и магаре
- Куче с господарски обяд
- Късмет и момче
- Любов и лудост
- Лястовицата и птичките
- Маймуна и делфин
- Маймуна и котка
- Маймуна и леопард
- Мишката се превърна в момиче
- Момичето (Придирчива булка)
- Море и пчела
- Нищо свръх мярката
- Оракул и безбожник
- Орел и бръмбар
- Пастир и лъв
- Пастир и море
- Паяк и лястовица
- Петел и перла
- Подагра и паяк
- Полски мишок на гости у градски мишок
- Порой и река
- Прилепът и двете невестулки
- Риби и корморан
- Свещеник и мъртъв
- Скакалец и мравка
- Смъртта и Дърварят
- Смъртта и Нещастният
- Старец и трима млади
- Стиснат и кокошка
- Стършели и пчели
- Съвети за мишки
- Търговец, благородник, овчар и царски син
- Ученик, наставник и собственик на градината
- Учител и ученик
- Хвърчило и славей

| ВЪЛКЪТ И АГНЕТО "Защо - подел вълкът - ми мътиш ти водата? Това е дързост непозната, затуй ще те накажа аз." Отвърнало му то с невинен, кротък глас: "За Бога, сир, не се гневете, Сам вижте тук и преценете: че аз съм до брега тревист, в потока чист, под вас на цели двайсет крачки. И не разбирам как така водата мътя ви сега." "Не, мътиш я! - завил вълкът към свойта плячка. - Освен това, зимъс оклеветил си мен." "Но как? Не съм било родено в онзи ден, все още суча си от мама." "Тогава брат ти!" - "Братче нямам." - "Или пък някой друг. За мъст жадувам днес: заради злобата голяма, която всеки ваш пастир и пес изпитва спрямо мен. Това не се прощава. Отмъкнал агнето вълкът и го разкъсал в близката дъбрава без следствие и съд. ДВЕ МУЛЕТА Две мулета вървяха - едното с куп овес, а другото с пари върху самара. Бе второто безкрайно доволно от товара, приемаше го явно за преголяма чест, и тичаше сербез-сербез, като си тръскаше звънчето. Но заради парите в миг изскочиха бандити с вик и хванаха юздите на мулето превзето. А то се разлюти и ето, че хвърли къч, затуй с камшик набиха го те здраво и то от болка зина: "Ох, участ злополучна, защо набит съм аз, а мулето с овеса с камшика се размина? Отвърна другото тогаз "Тъй пати, който драпа за служба нависоко и затова вината във себе си да дири. Овес да беше носил, а не торба с пари, не биха те набили тъй жестоко." | ЩУРЕЦ И МРАВКА Щурчо цяло лято пял нито зрънце не събрал Когато зимата дошла, се оказал без храна — без късче от мушица без парченце от трохица. Щурчо със душица гладна отишъл при Мравката — съседка важна да се моли за храна, за да преживее някак пак до пролетта: "Ще платя за туй зрънце, честна дума на Щурче!" Мравката не си поплюва И към Щурчо негодува: — Щурчо щурав я кажи Цяло лято где бе ти? — Ден и нощ аз пях и сега си го признах! — Пял си? Браво бре, юнак. Сега танцувай от крак на крак. ЛЪВ И КОМАР — Махни се, жалка твар, знай, измет, аз съм царят! — извика на комара с гняв лъвът могъщ и величав. Тозчас война му обяви комарят. — Не смятай — рече той, — че царският ти сан ме плаши и тревоги ми създава. От теб е волът по-голям, ала каквото искам с него правя. Изрекъл тези думи той, засвири мигом за атака, бе сам тръба, бе сам герой. Отпърво се отдръпва, чака, връхлита, жили по врата, догдето подлуди лъва. Лъвът е в пяна цял и с пламнал взор се взира; реве; наоколо трепери храст и звяр и таз тревога във всемира е дело на един комар. Нищожната муха набезите не спира, ту жили му пастта, ту дългия гръбнак, ту вре се във носа му чак. Достига яростта до своя връх тогава. Невидимият враг ликува и се смей, когато вижда как животното бесней и с нокти и зъби във кърви се удавя. Дере се, хапе си се сам лъвът окаян по своите хълбоци с опашка заплющял, бий въздуха без спир; и тоя гняв безкраен го смазва, го мори; той грохва прималял. Напуща битката комара наш със слава: щурм както протръби, победа затръбява разглася я навред, и пътем, без да знай, в засадата на паяк пада и там намира своя край. Каква поука бих могъл оттук да вадя? Аз виждам даже две: сред всичките врази ти от най-малките най-много се пази; избягнал не едно премеждие зловещо, загива си човек от нищо-нещо. |

## Мисли, изводи и поуки
Лафонтен се изявява като уникален илюстратор на човешките нрави. В произведенията си изказва много житейски мъдрости, от които по-известни са следните: 
Че чуждия съвет сами не тачим често

и в злото ний се уверяваме едва когато е дошло. („Лястовицата и птичките“)
Вълк си остава винаги вълкът;

това отдавна е разбрал светът. („Вълкът стана овчар“)
Големи обещания, но що създаде той със своя ум?

Единствено и само шум. („Планината ражда“)
От люде тихи бой се всеки път,

а другите не са опасни. („Порой и река“)
По-малко хора около гърнето с мед -

такваз е била винаги играта. („До господин дук Дьо Ларошфуко“)
Да, има ги такива, боята си менят

според каквото трябва им в момента.

И в дявола, и в Бога се кълнат,

за краля си, а после и за президента. („Прилепът и двете невестулки“)
Но нека не оставяме Съдбата или Бог

да уредят обърканите хорски сметки. („Двата папагала, кралят и неговият син“)

## Творчески връзки
Един от най-респектиращите приятели на Лафонтен е бил мизантропът Франсоа дьо Ларошфуко. Неговите „Максими и размисли“ твърде много напомнят за поуките в басните на Лафонтен. В сравнение с Ларошфуко, обаче, Лафонтен изглеждал доста лекомислен и минавал за „разсеян поет“. Той е бил по-светъл типаж от мрачния Ларошфуко. Вероятно в това се крие и причината, че „жертвите“ на басните му изпитвали към него по-малко неприязън, отколкото към приятеля му Ларошфуко. 
В стихотворението „Городок“, говорейки за любимите си книги, Пушкин в закачлив тон пише и за френския писател. Лафонтен за него е преди всичко автор на басните, които са били част от учебната програма на лицея. И тук се забелязва възприемането на Ла Фонтен през призмата на поезията рококо:
И ти, певецо любезен,

с поезия прелестна

сърцето привлякъл в плен,

ти си тук, лентяй небрежен,

мъдрец простосърдечен

Ванюша Лафонтен!
(И ты, певец любезный,

Поэзией прелестной

Сердца привлёкший в плен,

Ты здесь, лентяй беспечный,

Мудрец простосердечный,

Фонтанът „Девойка с кана“ (или „Доячка“, „Перета“) в Царско село (П. П. Соколов, 1816 г.), създаден по баснята на Лафонтен „Доячка и кана“, е описан в поемата на А. С. Пушкин „Статуята на Царско село“ (1830 г.).
През 1805 г. младият руски баснописец Иван Крилов показва своя превод на две басни от Ла Фонтен: „Дъбът и Тръстиката“ (Le Chene et le Roseau) и „Придирчивата булка“ (La Fille) на известния поет Иван Дмитриев, който одобрява неговата работа. През януари 1806 г. басните са публикувани в първия брой на списанието „Московский зрител“; така започва пътят на баснописеца Крилов. Известният руски филолог Сергей Аверинцев посветил един от докладите си на проблема с адаптирането на сюжетите на басните на Лафонтен от Иван Андреевич Крилов.
В България наследството на френския фабулист оказва влияние върху Стоян Михайловски, който създава едни от най-хубавите български басни.
В архивите от Златния фонд на БНР се съхраняват записи от 1954 г. на няколко басни от Лафонтен: „Дилижансът и мухата“, която вярвала, че светът се върти около нея; „Двата бика и жабата“ или как слабият винаги е губещ в битката между силните и др. Преводите са направени от Атанас Далчев и Александър Муратов, чете актьорът Рачко Ябанджиев. 

## За него
- Jasinski R. La Fontaine et le premier recueil des Fables. P.: Nizet, 1966
- Collinet J.-P. Le Monde littéraire de La Fontaine. Grenoble: Presses universitaires de Grenoble, 1970
- Dandrey P. La Fabrique des Fables. P.: Klincksieck, 1992
- Duchêne R. Jean de La Fontaine. P.: Fayard, 1990
- Bury E. L’esthétique de La Fontaine. P.: Sedes, 1995

## Памет
През 2015 г. Жан дьо Ла Фонтен е четиринадесетият най-известен герой на фронтона на 67 000 френски обществени заведения: не по-малко от 335 училища, колежи и гимназии носят името му след Йосиф Обручник/Joseph (880), Жул Фери (642), Нотр Дам/ (546), Жак Превер (472), Жан Мулен (434), Жан Жорес (429), Жана д'Арк (423), Антоан дьо Сент-Екзюпери (418), Сент Мари (377), Виктор Юго ( 365), Луи Пастьор (361), Мария Кюри (360) и Пиер Кюри (357). 
В Париж има негова статуя в градината Ранелаг (16-ти район).

## Галерия
- Портрет от Хиацинт Риго (1690 г., музея в Монсерат).
- Гравира от Етиен Жехандие Дерошер
- Статуя от Жан-Луи Жалей в Лувъра в Париж.
- Скакалецът и мравката, от Гюстав Доре.
- Жан Гранвил, Вълкът и кучето
- Жабата, която искаше да стане голяма колкото вол (1936).
- Зайчето и костенурката (1936).
- Вълкът стана овчар.
- Мебели с гоблени от Обюсон.
- Чантата, от Франсуа Шово.
- Кучето, което изпуска плячката за сянката, от Бенжамен Рабие.
- Статуя от Шарл-Рене Лайтие в Шато Тиери.